# ناندا كوستا
ناندا كوستا (بالبرتغالية: Nanda Costa‏) هي ممثلة برازيلية، ولدت في 24 سبتمبر 1986 في البرازيل.

## وصلات خارجية
- ناندا كوستا على موقع IMDb (الإنجليزية)
- ناندا كوستا على موقع قاعدة بيانات الفيلم (الإنجليزية)